# Ptychoptera lucida
Ptychoptera lucida is een muggensoort uit de familie van de glansmuggen (Ptychopteridae). De wetenschappelijke naam van de soort werd voor het eerst geldig gepubliceerd in 2019 door Kang, Xue en Zhang.